# یک ماهی در وان حمام
یک ماهی در وان حمام (به انگلیسی: A Fish in the Bathtub) فیلمی محصول سال ۱۹۹۹ و به کارگردانی جوآن میکلین سیلور است. در این فیلم بازیگرانی همچون جری استیلر، ان میرا، مارک رافلو، جین آدامز، پال بندیکت، دوریس رابرتس، لوئیس زوریچ، فلیس نیومن، وال آوری، باب دیشی، پیتر مک‌رابی و الیزابت فرانتس ایفای نقش کرده‌اند.